# 欧文·豪
欧文·豪（英語：Irving Howe，1920年6月11日—1993年5月5日），是美国文学家、社会评论家，美国民主社会主义者。

## 著作
- 《父輩的世界——東歐猶太人移居美國以及他們發現與創造生活的歷程》（1976年）
- 《舍伍德·安德森评传》（1951年）
- 《托马斯·哈代批评研究》（1968年）
- 《政治与小说》（1957年）
- 《一个更诱人的世界——关于现代文学与政治》（1963年）
- 《批评点：关于文学与文化》（1973年）
- 《批评家笔记》（1994年）
- 《一线希望》（1982年）